# تصنيف يويفا لملاعب كرة القدم

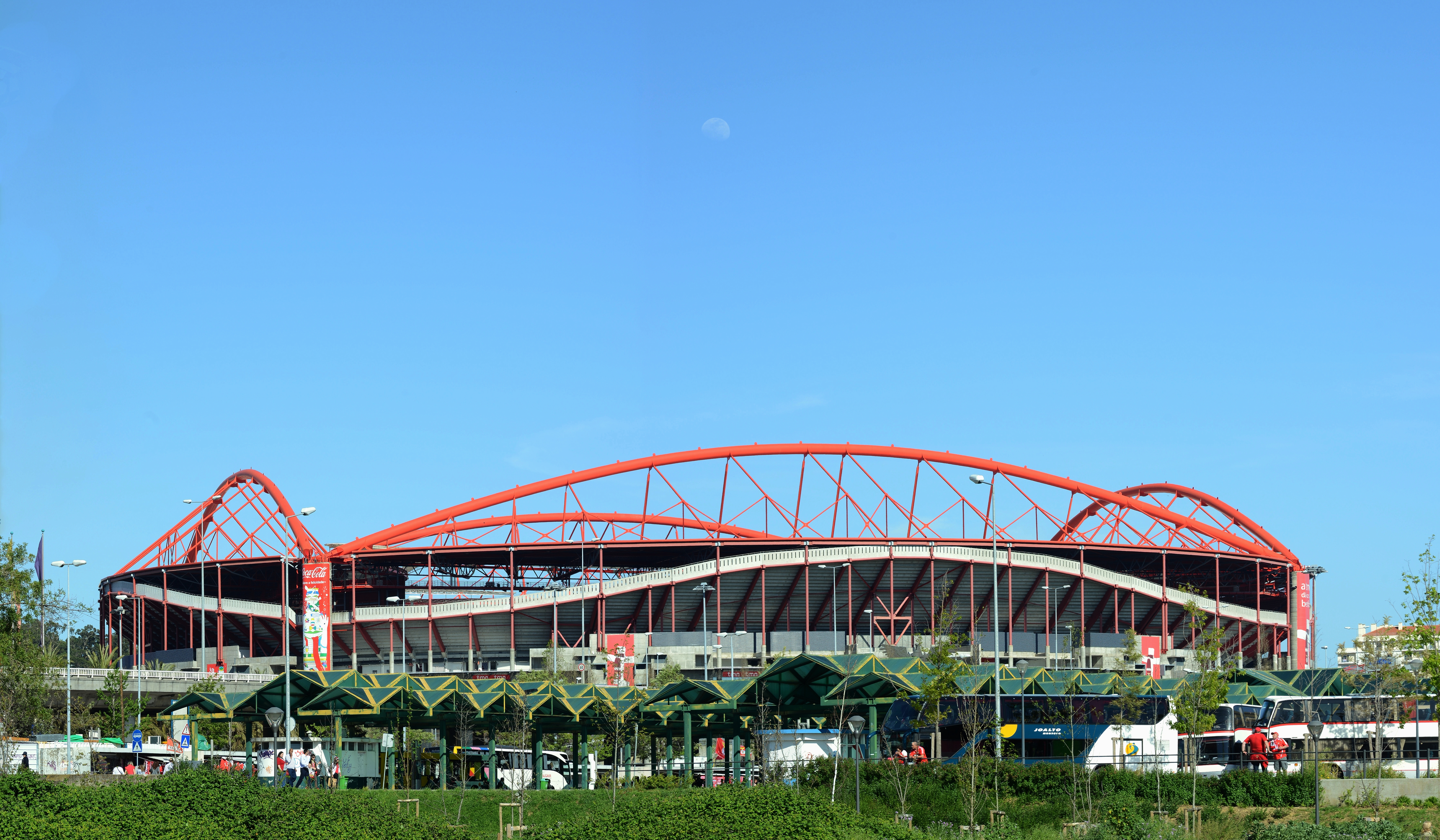
ملعب النور أحد الملاعب من الفئة 4 والذي احتضن المباراة النهائية لدوري أبطال أوروبا 2014

وضع الاتحاد الأوروبي لكرة القدم (يويفا) شروطًا تُصنَّف على أساسها ملاعب كرة القدم في أوروبا وفق أربع فئات حسب ميزات البنية التحتية لكل ملعب. ويضع شروط لإقامة المباريات والبطولات في هذه الملاعب، فمثلاً تفرض قواعد اليويفا إقامة المباريات النهائية لدوري أبطال أوروبا والدوري الأوروبي إلا في ملاعب تنتمي للفئة 4.

## شروط تصنيف الملاعب
| الشروط                                                | الفئة 1                                  | الفئة 2                                  | الفئة 3                    | الفئة 4                                      |
| ----------------------------------------------------- | ---------------------------------------- | ---------------------------------------- | -------------------------- | -------------------------------------------- |
| أبعاد أرض الملعب                                      | 100 إلى 105 متر طولاً, 64 إلى 68 متر عرضاً | 100 إلى 105 متر طولاً, 64 إلى 68 متر عرضاً | 105 متر طولاً, 68 متر عرضاً  | 105 متر طولاً, 68 متر عرضاً                    |
| الحد الأدنى لمساحة غرفة ملابس الحكام                  | لا يوجد                                  | لا يوجد                                  | 20 م2                      | 20 م2                                        |
| الحد الأدنى لمستوى الإضاءة                            | كافي ليناسب ظروف البث التلفزيوني         | 800 لكس للكاميرات الثابتة                | 1400 لكس للكاميرات الثابتة | 1400 لكس في جميع الإتجاهات                   |
| سعة موقف سيارات الشخصيات المهمة                       | 10                                       | 50                                       | 100                        | 150                                          |
| يسمح بالمشاهدة الدائمة                                | نعم                                      | لا                                       | لا                         | لا                                           |
| العدد الأدنى للمقاعد                                  | 200                                      | 1,500                                    | 4,500                      | 8,000                                        |
| الحد الأدنى لإجمالي عدد مقاعد الشخصيات المهمة         | 50                                       | 100                                      | 250                        | 500                                          |
| عدد مقاعد الشخصيات المهمة المخصصة للفريق الضيف        | 10                                       | 20                                       | 50                         | 100                                          |
| مساحة منطقة استضافة الشخصيات المهمة                   | غير محدد                                 | غير محدد                                 | غير محدد                   | 400 م2                                       |
| الحد الأدنى لمساحة عمل الصحافة                        | 50 م2                                    | 100 م2 لـ 50 شخص                         | 100 م2 لـ 50 شخص           | 200 م2 لـ 75 شخص                             |
| الحد الأدنى من المصورين الفوتوغرافيين                 | غير محدد                                 | غير محدد                                 | 15                         | 25                                           |
| الحد الأدنى من المساحة للكامير الرئيسية               | 4 م2 لكاميرا واحدة على الأقل             | 6 م2 لكاميراتين                          | 6 م2 لكاميراتين            | 10 م2 لأربع كاميرات                          |
| الحد الأدنى من المقاعد في غرفة الصحفيين               | 20, 5 مع مكاتب                           | 20, 10 مع مكاتب                          | 50, 25 مع مكاتب            | 100, 50 مع مكاتب                             |
| الحد الأدنى لعدد مقرات التعليق                        | 2                                        | 3                                        | 5                          | 25                                           |
| الحد الأدنى من الغرف التي تستخدم كاستوديو             | غرفة عادية صالحة للاستخدام كاستوديو      | 1                                        | 2                          | 2 واحدة منهم على الأقل ذات إطلالة على الملعب |
| الحد الأدنى لأماكن إجراء المقابلات بعد انتهاء المبارة | غير محدد                                 | غير محدد                                 | غير محدد                   | 4                                            |
| الحد الأدنى للمساحة المخصصة لعربات النقل الخارجي      | 100 م2                                   | 200 م2                                   | 200 م2                     | 1,000 م2                                     |
| العدد الأدنى من المقاعد في غرفة المؤتمرات الصحفية     | 1                                        | 30                                       | 50                         | 75                                           |